# Huevo del Zarevich

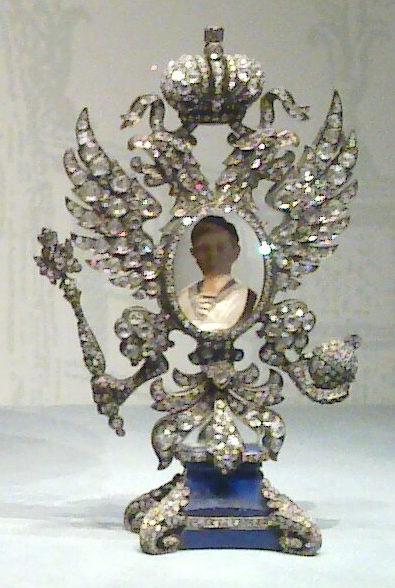
La sorpresa del huevo.

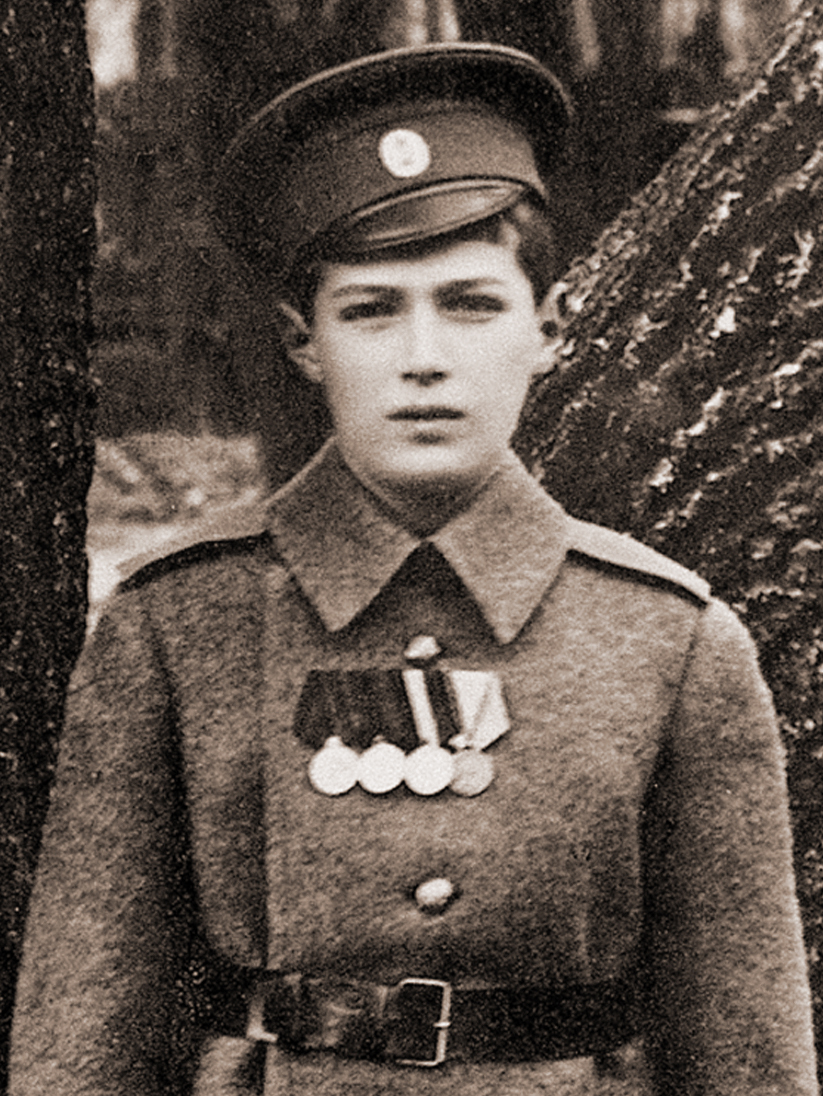
El zarevich Alexei.

El Huevo del Zarevich es un huevo Fabergé, uno de una serie de huevos enjoyados fabricados bajo la supervisión de Peter Carl Fabergé para la familia imperial rusa. Fue creado en 1912 para la emperatriz Alejandra Fiodorovna como homenaje de Fabergé a su hijo, el zarevich Alejo (Alexei). Se encuentra actualmente en el Museo de Bellas Artes de Virginia en Richmond, Virginia, EE. UU.

## Diseño
Mide 14,6 cm de alto con su soporte, con un diámetro de 410,2 cm. La cubierta exterior es de lapislázuli, con una red de oro tallada en estilo Luis XV con un diseño de volutas frondosas. Los motivos dorados cubren cada articulación, lo que hace que el huevo parezca tallado en un solo bloque de lapislázuli. La orfebrería incluye dos águilas bicéfalas imperiales, así como cupidos, doseles, pergaminos florales, cestas de flores y guirnaldas. Dos grandes diamantes, uno en la parte superior y otro en la parte inferior, están incrustados en la superficie del huevo y muestran las iniciales de la zarina Alejandra Fiodorovna, el año 1912 y la corona imperial. Se desconoce la ubicación original, sin embargo, se cree que no había salido de Rusia cuando lo compró el comerciante de antigüedades Armand Hammer.

## Sorpresa
En su interior se encuentra un águila imperial rusa de dos cabezas con un retrato en miniatura del zarevich Alexei, engastada en platino e incrustada con diamantes. El águila imperial sostiene el orbe y el cetro, las joyas que acompañan la corona de los Romanov. El intrincado marco se asienta sobre una base de lapislázuli y se puede quitar completamente del interior del huevo. El retrato muestra a Alexei con su traje de marinero, uno de los favoritos del zarevich. El retrato en miniatura a la acuarela pintado por ambas caras original ha sufrido daños y no está expuesto al público. El retrato actual en exhibición es una fotografía de archivo. Dentro del huevo, un disco dorado grabado con un diseño de rosetón sirve como plataforma para el marco del retrato.

## Historia
Fabergé creó el huevo como tributo al zarevich Alexei. La familia real temía que Alexei muriera prematuramente debido a su hemofilia y en un momento estuvo tan cerca de la muerte que la Corte Imperial Rusa ya había redactado su certificado de defunción. Cuando Alexei sobrevivió, Fabergé, que sabía de la salud del zarevich, creó el huevo para la madre de Alexei como tributo al milagro de su supervivencia.
Los propietarios posteriores incluyeron al comerciante de antigüedades Armand Hammer, quien se mudó de París a Nueva York a principios de la década de 1930. La filántropa Lillian Thomas Pratt (1876–1947) de Fredericksburg, Virginia, compró el huevo en Nueva York a Hammer en 1933–34. El huevo fue legado por ella en 1947 al Museo de Bellas Artes de Virginia en Richmond, Virginia, donde permanece en exhibición permanente.